# Polycyathus chaishanensis
Espèce
Statut CITES
Polycyathus chaishanensis est une espèce de coraux de la famille des Caryophylliidae.

## Répartition
Selon Lin et al. cette espèce pourrait être endémique du récif de Chaishan au sud de Taïwan.

## Classification
Le nom valide complet (avec auteur) de ce taxon est Polycyathus chaishanensis Lin (d), Kitahara (d), Tachikawa (d), Keshavmurthy (d) & Chen (d), 2012,.

### Étymologie
Son épithète spécifique, composée de chaishan et du suffixe latin -ensis, « qui vit dans, qui habite », lui a été donnée en référence à sa localité type, Chaishan, un récif au sud de Taïwan où cette espèce a été collectée et où elle pourrait être endémique. 

### Publication originale
- (en) Mei-Fang Lin, Marcelo V. Kitahara, Hiroyuki Tachikawa, Shashank Keshavmurthy et Chaolun Allen Chen, « A New Shallow-Water Species, Polycyathus chaishanensis sp. nov. (Scleractinia: Caryophylliidae), from Chaishan, Kaohsiung, Taiwan », Zoological Studies, vol. 51, no 2,‎ 1er mars 2012, p. 213-221 (ISSN 1021-5506 et 1810-522X, lire en ligne).